# Angel-in-us
Angel-in-us Coffee là một chuỗi cửa hàng cà phê ở Hàn Quốc và thuộc sỡ hữu của tập đoàn Lotte.

## Giới thiệu
Thành lập vào năm 2006, cái tên có hàm ý rằng cà phê là món quà của Chúa mang đến bởi các thiên thần.
Cà phê theo chủ nghĩa thanh khiết với biểu tượng thiên thần được khắc trong tất cả đồ nội thất và dao nĩa.
Cửa hàng cà phê sử dụng 'Hệ thống rang tinh khiết,' nghĩa là bên trong và ngoài hạt cà phê được rang đều nhau để có được cà phê tươi và đậm hương vị.

## Mở rộng
Cà phê Angel-in-us, được quản lý bởi Lotte, vẫn vừng chắc mở rộng sang nhiều thị trường ở châu Á. Nó mở rộng sang Trung Quốc vào năm 2008 và đến Indonesia vào tháng 11 năm 2011, và hiện tại có 9 cửa hàng ở Trung Quốc, 4 ở Việt Nam và 3 ở Indonesia.
Tính đến năm 2012, chuỗi cửa hàng có hơn 600 cửa hàng bán lẻ ở Hàn Quốc.
Vào năm 2015, Angel-in-us đã phát hành thực đơn đặc biệt cho mùa Giáng Sinh, cung cấp bánh và cà phê đặc biệt.

## Liên kết
- Website chính thức